# Digitální certifikát EU COVID

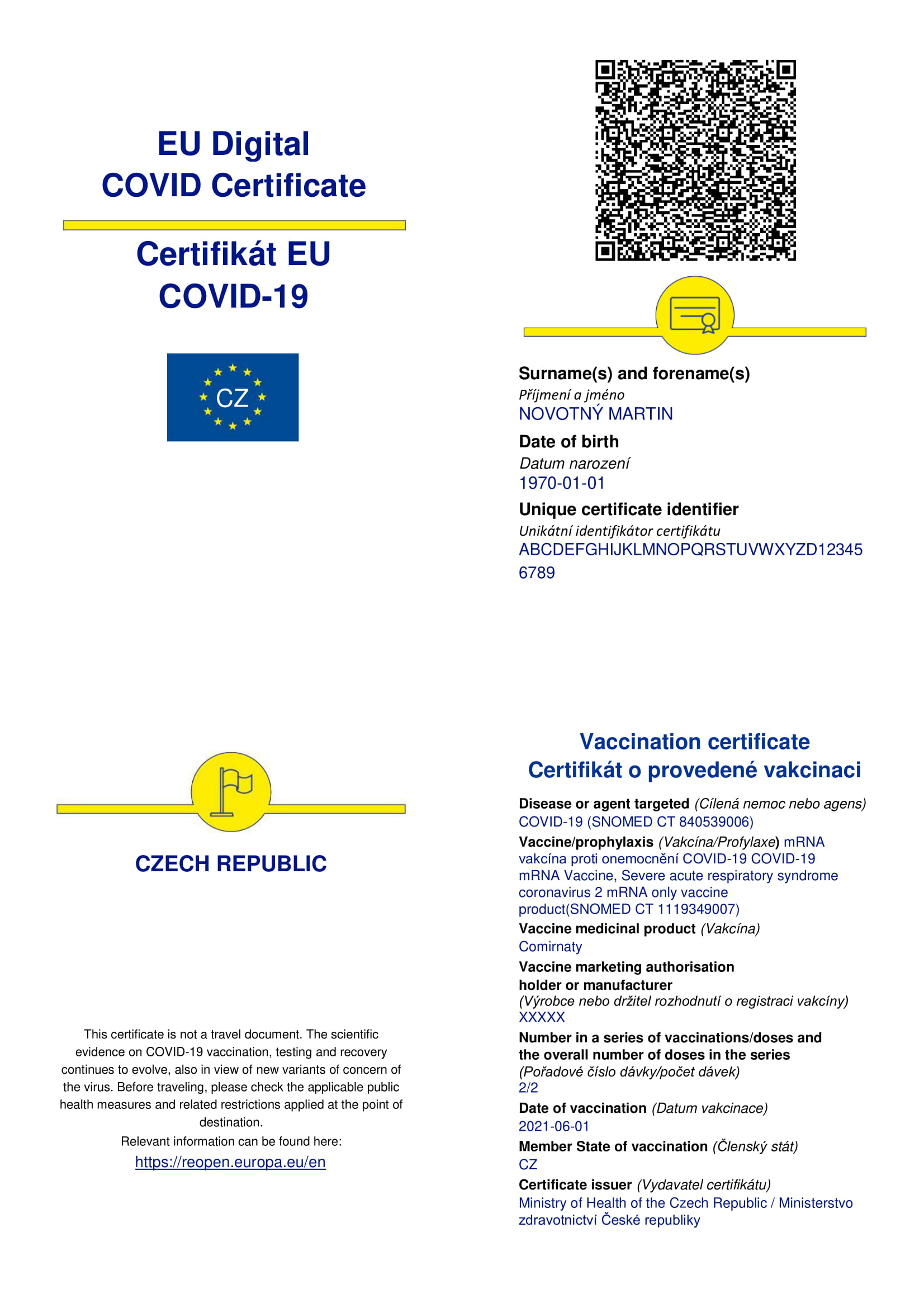
Vzor očkovacího certifikátu

Digitální certifikát EU COVID (zkr. EUDCC) byl navržen Evropskou komisí pro řešení pohybu osob během pandemie covidu-19. Jde o řešení, jehož národní obdoby se nazývají například covidový pas či „covid passport“. Během procesu schvalování se diskotvalo o názvech jako digitální zelený pas nebo digitální zelený certifikát. Poslanci Evropského parlamentu se dohodli, že by se měl nazývat digitální certifikát EU COVID (EU Digital COVID Certificate). Nařízení EU zavádějící EUDCC je účinné od 1. 7. 2021, zaváděcí období potrvá do 12. 9. 2021.
EUDCC je de facto standardizovaným dokladem o bezinfekčnosti držitele, členským státům je ponecháno právo stanovit vlastní podmínky vstupu do země (např. délka platnosti testů, doba nutná od ukončení vakcinace).

## Specifikace
Návrh byl předložen v březnu 2021. Z návrhu obsahu certifikátu vyplývá, že má obsahovat datová pole jako například jméno, příjmení, datum narození, údaje o očkování, o testu na aktuální onemocnění či potvrzení o uzdravení s platností maximálně 180 dní. Zástupci členských států EU se v dubnu 2021 dohodli na specifikacích. Potvrzení o uzdravení v minimální formě neobsahuje možné údaje o pozitivním testu na dlouhodobé protilátky vytvořené po onemocnění. Někteří vědci dokonce varují, že by lidé s prodělaným onemocněním certifikát získat neměli, aby se nezhoršilo šíření nemoci. V ČR se měl certifikát testovat od května 2021. Od června je přístupná ověřovací aplikace čTečka a aplikace Tečka zobrazující QR kód certifikátu.